# مسیه ۱۴
مسیه ۱۴(به انگلیسی: Messier 14) یا ان‌جی‌سی ۶۴۰۲ یک خوشه ستاره‌ای کروی در صورت فلکی مارافسای است که فاصله آن از زمین بیست و هفت هزار سال نوری و قدر ظاهری آن ۹.۵ است.

## نگارخانه

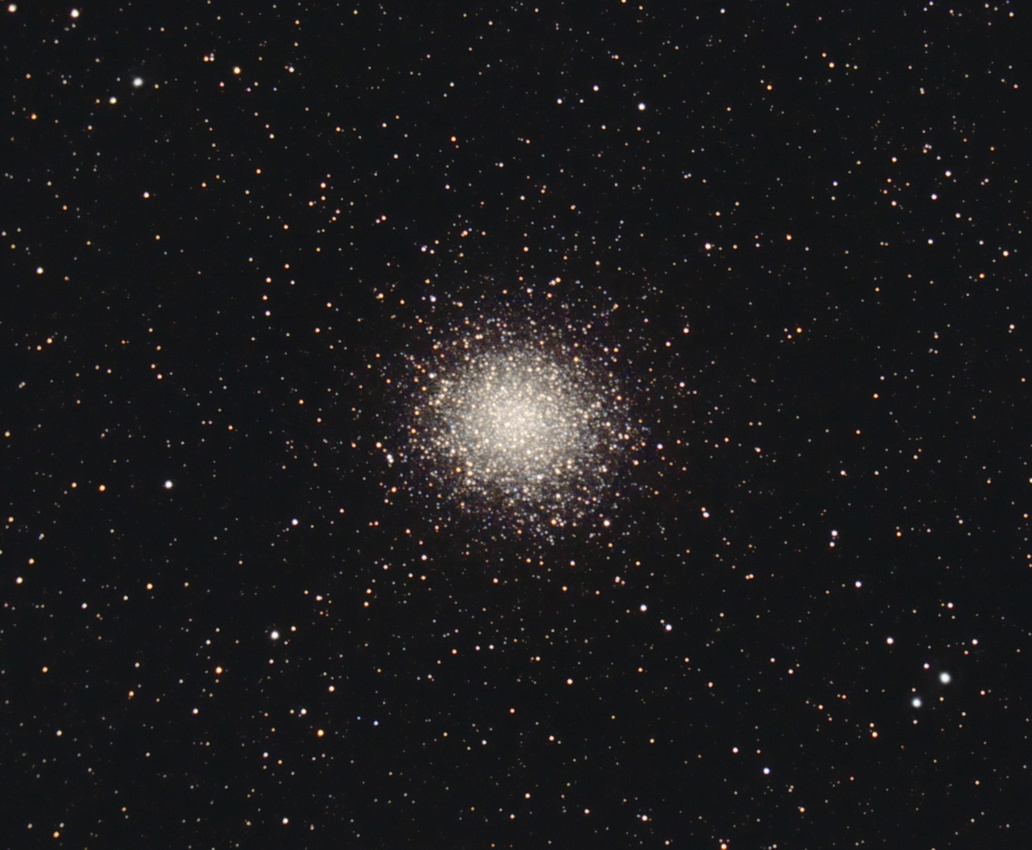
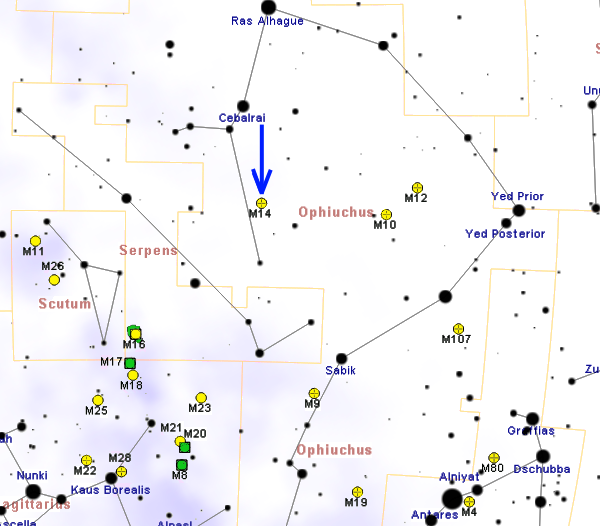